# کتاب مقدس رام
کتاب مقدس رام (به انگلیسی: Ram Shastra) فیلمی محصول سال ۱۹۹۵ و به کارگردانی سانجی گوپتا است. در این فیلم بازیگرانی همچون جکی شروف، آدیتای پانچولی، مانیشا کویرالا، دیپتی بهاتناگار، انوپم کهیر، موکش ریشی، جانی لور، آلوک نات، تیکو تالسانیا، آسرانی، آنو آگروال ایفای نقش کرده‌اند.